# Halysidota meta
Halysidota meta är en fjärilsart som beskrevs av Embrik Strand 1919. Halysidota meta ingår i släktet Halysidota och familjen björnspinnare. Inga underarter finns listade i Catalogue of Life.